# André Myhrer
André Myhrer (Bergsjö, Suécia, 11 de janeiro de 1983) é um atleta sueco, especialista em esqui alpino. Atualmente representa o Bergsjö Hassela AK (Suécia). Conquistou uma medalha de ouro nos Jogos Olímpicos de Inverno de 2018 em Pyeongchang.